# Soulby
Soulby är en by och en civil parish i Cumbria i England. Orten har 186 invånare (2001). Den har en kyrka.